# Paulin Martin
Paulin Martin (Lacam-d'Ourcet, Lot, 20 de julio de 1840-Amélie-les-Bains-Palalda, Pirineos Orientales, 14 de enero de 1890) fue un estudioso católico bíblico francés.

## Biografía
Hizo sus estudios secundarios en Montfauçon, y los de Teología en la Iglesia de San Sulpicio de París, donde fue alumno de Arthur-Marie Le Hir. Acabados sus estudios, Martin era muy joven para su ordenación, por lo que dirigió sus pasos al seminario pontificio francés en Roma, donde siguió su formación en la Pontificia Universidad Gregoriana. En Roma accedió al sacerdocio en 1863, a los 23 años.
Permaneció en Roma hasta 1868, donde obtuvo el doctorado en Teología sagrada y la licenciatura en Derecho canónico. También inició sus estudios en lenguas semíticas. Trabajó principalmente en hebreo, siríaco, arameo y árabe. 
Volvió a Francia en 1868 y durante 10 años fue párroco en París, antes de su nombramiento como presidente de la Sección de Sagradas Escrituras y Lenguas Orientales en el Instituto Católico de París, cargo que ostentó entre 1878-1890.

## Obras
- "Introduction à la critique textuelle du N.T., partie thé" (París 1882-1883);
- "Description technique des manuscrits grecs relatifs au Nouveau Testament, conservés dans les bibliothèques des Paris" (París 1883);
- "Introduction à la critique textuelle du Nouveau Testament, partie pratique" (4 vols., Paris, 1884–86). Tesis de 4 volúmenes. Véase "La Controverse" (1888) en la "Revue des sciences ecclé" (1887–1889);
- Les origines de l'église d'Édesse et des églises syriennes, (París, 1889);
- "Oeuvres grammaticales d'Abu-el-Faraj. dit Bar Habræ" (París, 1872);
- "Grammatica chrestomathia, et glossarium linguæ syriacæ" (París, 1873);
- "Histoire de la Ponctuation ou de la massore chez les Syriens" (París, 1875).
- "Introduction to the Bible" (París, 1887–89).